# Klaus Lisiewicz
Klaus Lisiewicz (Bensberg, 2 febbraio 1943) è un ex calciatore tedesco orientale, dal 1990 tedesco, di ruolo centrocampista.

## Carriera

### Club
Ha giocato nella prima divisione della Germania Est, che ha anche vinto nella stagione 1963-1964.

### Nazionale
Ha vinto una medaglia di bronzo ai Giochi Olimpici di Tokyo 1964, nei quali ha giocato una partita senza segnare.

## Palmarès

### Club

#### Competizioni nazionali
- Campionato tedesco orientale: 1

Chemie Lipsia: 1963-1964

### Nazionale
- Bronzo olimpico: 1

Tokyo 1964